# Shannon Tweed
Shannon Tweed, född 10 mars 1957 i St. John's, Newfoundland och Labrador, Kanada, är en kanadensisk-amerikansk skådespelare och fotomodell. Tweed var Playboys Playmate of the Month för november 1981 och Playmate of the Year 1982. Hon är sedan 1983 tillsammans med Gene Simmons (basist i Kiss) som hon har två barn med.
Shannon Tweed medverkade i filmen Detroit Rock City som handlar om fyra killars desperata försök att ta sig in på en Kiss-konsert.
Hon arbetar 2018 som berättarrösten i reality showen Ex-Wives of Rock.

## Filmografi (urval)
- 1982–1983 – Maktkamp på Falcon Crest (TV-serie)
- 1985–1986 – Våra bästa år (TV-serie)
- 1989 – Kannibalkvinnorna i dödens Avocado-djungel
- 1999 – Detroit Rock City
- 2001 – Dead Sexy
- 2002 – My Guide to Becoming a Rock Star (TV-serie)
- 2006–2012 – Gene Simmons familjejuveler (TV-serie)